# Oxydia sociata
Oxydia sociata är en fjärilsart som beskrevs av W. Warren 1895. Oxydia sociata ingår i släktet Oxydia och familjen mätare. Inga underarter finns listade i Catalogue of Life.